# دار الشاوي
دار الشاوي هي جماعة قروية ضمن عمالة طنجة أصيلة شمال المملكة المغربية و تقع ضمن قيادة دار الشاوي التي تقع ضمن دائرة أصيلة ، تحدها شمالا الجماعة القروية الزينات و غربا الجماعة القروية المنزلة و جنوبا الجماعات القروية : المنزلة وجبل حبيب وبني حرشان و شرقا الجماعة القروية بني حرشان ، ما يعني مساحة تقدر ب 90 كلم مربع . تأوي جماعة دار الشاوي 4.281 نسمة حسب توقعات سنة 2013 .

## التسمية
تسمى جماعة دار الشاوي نسبة لمركز دار الشاوي الذي يمثل مركز الجماعة و مركز قبيلة بني منصور التي تنتمي إليها الجماعة . و دار الشاوي تسمية نسبة لعائلة الشاوي الأندلسية التي يعود لها الفضل في تأسيس المركز و تنتمي مداشر الجماعة إلى فرقة الحايط السفلي من قبيلة بني منصور .

## المداشر و القرى
تتكون أراضي الجماعة من 9 مداشر مختلفة بالإضافة إلى مركز دار الشاوي الذي يعد مركزا حضريا . و هذه القرى هي :
بني حكيم - بني منجود - تمسيلة - خندق سنان - دار الصف - الرملة - شراقة - عيون القصاب - الرملة .

## الجغرافيا
تنتمي المنطقة إلى منطقة تلال مقدمة الريف الغربية . و يطغى على تضاريسها انتشار التلال و الهضاب و تفاوت الارتفاع . و تعد قمة جبل حوش ابن قريع الذي يقع في الناحية الغربية للجماعة عند مدشر بني حكيم أعلى قمة في الجماعة بارتفاع 643 متر ، و يتراوح الارتفاع بأراضي الجماعة بين 131 متر و 643 متر و يصل معدله إلى 244 متر عن سطح البحر .

### المساحة
تبلغ مساحة الجماعة 90 كلم مربع . أكثر من 60 بالمئة منها عبارة عن غابات ، حيث تمثل الغابات مساحة 6.026 هكتار تحيط معظمها ببحيرة 09 أبريل .

### الموارد المائية
تتوفر الجماعة على إمكانيات مائية متميزة تتمثل في شبكة كبيرة من الأنهار مثل :
تاهدارت - الحاشف - القصيار - الوادي الكبير و الحريشة .
بالإضافة إلى تواجد جزء مهم من بحيرة 09 أبريل الصناعية بأراضي الجماعة و تبلغ حقينة البحيرة 300 مليون متر مكعب .

## التاريخ
حتى اليوم لا تزال معظم مساحة الجماعة عبارة عن غابات ، فمن المسلم به أن التجمعات البشرية في المنطقة حديثة نسبيا . فقد كانت المنطقة تقع ضمن نفوذ قبيلة بني خف الغمارية حسب ما ذكر البكري في كتابه المسالك و الممالك . و تعود نشأة معظم مداشر الجماعة إلى القرنين السادس عشر و السابع عشر على يد المهاجرين الأندلسيين المطرودين من مدينة بربرة و من قرى جبال البشارات و يتعلق الأمر بمداشر : دار الشاوي - الرملة - بني منجود - بني حكيم - دار الصف - خندق سنان - القلعة و عيون قصاب .

## دار الشاوي
يقع المركز الحضري دار الشاوي في منطقة تلية شمال غرب الجماعة مطلا على بحيرة 09 أبريل . و يضم هذا المركز 1.443 نسمة حسب تقديرات 2013 ، أي قرابة ثلث سكان الجماعة .
أنشئ المركز خلال القرن السابع عشر على يد موريسكيين من جبال البشارات و نسب بعدها إلى عائلة الشاوي التي تعد من أهم عائلات المنطقة . و يتكون المدشر من ثلاث محلات كبرى هي : دار الشاوي الكبيرة و دار الشاوي الصغيرة و دار الشاوي انويبو (الجديدة) و التي أنشأها الإسبان .
خلال الاحتلال الإسباني (1912-1956) عرفت البلدة مجموعة من مشاريع التوسعة حيث تم اعتبارها مركزا للمنطقة . و قد تم إنشاء قلعة كبيرة بجانب البلدة بنيت على شاكلة القلاع الأوروبية خلال القرون الوسطى و كانت القلعة تعتبر مقرا للعمليات و منطقة مراقبة من طرف الإسبان .

## الاقتصاد
تعتمد المنطقة بشكل أساسي على النشاط الفلاحي . رغم ضعف هذا النشاط نتيجة الهجرة المكثفة للشباب ، و الانتشار المكثف للغابات . تبلغ مساحة الأراضي المزروعة سنويا في الجماعة 1.532 هكتار موزعة على عدة أصناف كالآتي :
| الصنف المزروع       | المساحة بالهكتار |
| ------------------- | ---------------- |
| الحبوب              | 904              |
| القطاني             | 31               |
| المزروعات التسويقية | 144              |
| الخضروات            | 18               |
| المساحة المشجرة     | 401              |
| الأعلاف             | 34               |

كما يحظى نشاط تربية المواشي بأهمية كبيرة لدى سكان الجماعة ،  و تتنوع رؤوس المواشي حسب الأنواع كالآتي :
| الصنف   | عدد الرؤوس |
| ------- | ---------- |
| الأبقار | 1.270      |
| الأغنام | 2.112      |
| الماعز  | 2.539      |

## الديموغرافيا
أواخر القرن التاسع عشر ، حسب إحصاء ذكره أوجست مولييراس في كتابه (المغرب المجهول : اكتشاف جبالة) قدر عدد سكان المداشر المكونة للجماعة ب 21.000 نسمة ما يعني حدوث انخفاض حاد جدا في تعداد السكان مصدره الهجرة المكثفة خارج تراب الجماعة و باتجاه مدينة طنجة بشكل خاص .
خلال إحصاء سنة 1994 كان عدد سكان الجماعة 5.096 نسمة منهم 1.403 نسمة بالمركز ، و سنة 2004 بلغ عدد سكان الجماعة 4.495 نسمة في حين ارتفع عدد سكان المدشر بشكل طفيف لبصل إلى 1.424 نسمة ، سنة 2013 قدر عدد سكان الجماعة ب 4.281 نسمة منهم 1.443 نسمة بالمركز .

## الدين
كل سكان الجماعة هم من المسلمين السنة المالكية ، مع تشبع كبير بالطرق الصوفية و بالأخص الطريقة العليوية و التي يوجد لها زاوية (خانقاه) بمركز دار الشاوي ، يتواجد بالجماعة 17 مسجدا موزعة على كافة قرى الجماعة منها 5 مساجد بالمركز .
بالرغم من تواجد جالية إسبانية صغيرة قديما ببلدة دار الشاوي ، إلا أنه لم يتم إنشاء أية كنائس على تراب البلدة